# Hagar, o Horrível
Hagar, o Horrível(BRA), Hagar, o Terrível(PRT) é uma tira em quadrinhos e uma banda desenhada, criada em 1973 por Dik Browne (Dik é apelido de Richard Arthur), distribuída a 1.900 jornais em 58 países e 13 idiomas.
As tiras são mundialmente distribuídas pela King Features Syndicate, a quem pertencem os direitos autorais, inclusive da marca "Hagar".

## Histórico
A figura de um viquingue foi engendrada por Browne em 1973, em sua casa em Connecticut. O nome Hagar veio por acaso: certa vez, o próprio Dik acabara de acordar e seu filho mais novo, Chris, exclamou: "Olhe, mamãe! È Hagar, o horrível". As personagens secundárias foram, então, todas rebatizadas, respeitando-se a inicial H dos nomes. Os nomes originais se perderam.
As tiras são publicadas em 13 idiomas diferentes, em 58 países num total de mais de mil e seiscentos jornais.
Desde a aposentadoria de Dik em 1988, por conta de problemas de saúde, seu filho Chris tem cuidado das tiras pessoalmente, embora já tenha começado a ajudar o pai desde 1974. De 1989 a 1995 Chris escrevia e desenhava; de 1995 em diante os roteiros passaram a ser feitos por outros artistas..  Dik faleceu em Sarasota em 1989.
No Brasil, as tiras de Hagar são publicadas pelo jornais Folha de S.Paulo, O Globo, Jornal do Commercio e Zero Hora.

## Personagens

### Principais
- Hagar, o Horrível, o protagonista viquingue, é um guerreiro que frequentemente tenta invadir a Inglaterra e outros países. Embora respeitado profissionalmente (um dos maiores saqueadores e assassinos da Escandinávia), Hagar leva uma vida pessoal frustrada. Está sempre discutindo com a esposa Helga, que não está satisfeita com o padrão de vida que a família leva. Hagar é tanto um guerreiro feroz quanto um homem de família. Sua higiene pessoal é excepcionalmente deficiente, e seu banho anual é um momento de celebrações. Ele come um grande naco de carne e bebe cerveja.
- Eddie Sortudo: É o companheiro de primeira de Hagar, o melhor amigo e também tenente viquingue de invasões. Comicamente contrária à opinião popular dos viquingues como guerreiros grandes e musculosos, Eddie é um guerreiro baixo, magro, um pouco ingênuo e fraco. Ele usa um funil, ou talvez coador, ao invés de um capacete na cabeça. Ao contrário de Hagar, Eddie é educado o suficiente para ler e falar em outras línguas, embora, paradoxalmente, isso não faz dele mais inteligente. Sorte e raciocínio é o que mais faltam a Eddie Sortudo que nunca obedece fielmente às ordens dadas por Hagar, não por insubordinação, mas simplesmente por não compreendê-las. Diferente de seu sobrenome, ele não é nada sortudo.
- Helga: Esposa de Hagar, dona de casa e mandona, é a essência perfeita da figura da "super-mãe". Helga frequentemente discute com Hagar sobre os hábitos dele como esquecer de lavar as mãos, não limpar os pés antes de entrar ou até mesmo quando é que ele vai crescer. Ela vive tentando ensinar seus valores à moda antiga para a filha Honi, embora esta nunca entenda realmente. Sua aparência é baseada na personagem Brünnhilde, da ópera Valquíria, de Wagner.
- Hamlet: O filho de Hagar e Helga é um jovem inteligente, limpo, obediente, estudioso e que quase sempre é visto lendo um livro, o que é irônico porque os livros não estavam disponíveis durante a Era Viquingue (século IX e X). Seu sonho é ser médico ou advogado (já cogitou ser dentista) e não demonstra nenhum interesse em se tornar um viquingue, o que faz dele a vergonha da família. Mesmo quando Hagar obriga-o a praticar suas habilidades viquingues, ele o faz apenas para satisfazê-lo. Hamlet é uma vítima de afeto não correspondido da personagem feminina Hérnia.
- Honi: A filha de Hagar e Helga é linda, doce, alegre que aos 16 anos ainda não casou, o que faz dela uma solteirona para os padrões da época. A exemplo da mãe, Honi também é retratada como uma jovem Valquíria com um capacete alado, peitoral metálico e uma saia longa feita de cota de malha. Ela aparece como sendo ingênua, curiosa, dramática e está envolvida romanticamente com Lute, o menestrel, desde o início dos quadrinhos e é a única personagem que consegue ignorar o seu canto horrível. Ela também é uma guerreira viquingue que, como seu pai, carrega sempre uma lança e escudo.
- Hérnia: Uma jovem adolescente, moleca e profundamente apaixonada por Hamlet. Embora seu amor não seja correspondido, muitas vezes a sua consternação adquire um tom cômico e melodramático.
- Lute: Um bardo sem talento algum que não toca bem o alaúde, não canta em harmonia e nem rima corretamente. Lute permanece totalmente alheio a todos, pois ele se considera de muito talento apesar da percepção geral de que é terrivelmente lamentável. É o namorado de Honi, embora seja ela quem está no controle do relacionamento (similar a Helga e Hagar). Seu nome é referência ao instrumento de cordas com o mesmo nome, com que é muitas vezes visto tocando.
- Kvack: É a pata alemã da família. Kvack é amiga e confidente de Helga - ela irá espionar Hagar e avisá-la quando ele faz algo que não deveria, como pedir mais uma cerveja ou demorar para voltar para casa. Obviamente, Hagar não gosta de Kvack e gostaria de se livrar dela. Sendo uma pata alemã, Kvack faz os "quacks" com sotaque. Mais tarde, na tira, ela trouxe para casa alguns patinhos que Helga trata como se fossem seus netos humanos.
- Snert: É o cão de Hagar. Snert deveria ser um cão de caça, mas para o leitor fica a impressão de que na maioria das vezes ele simplesmente não quer trabalhar. Snert entende tudo o que Hagar lhe diz, mas geralmente se recusa a fazer o que é dito. Às vezes, Snert é descrito como tendo uma "esposa" e um casal de cachorros, mas eles praticamente desempenham nenhum papel nos quadrinhos.

### Secundários
- Dr. Zook, um médico druida encapuzado que dá principalmente aconselhamentos psiquiátricos e nutricionais, é um charlatão famoso. Cuida de um bebê dragão.
- O pai de Hagar, um viquingue com gosto para mulheres jovens e cuja barba atinge seus pés.
- A mãe de Helga, o estereótipo da sogra.
- Os coletores de impostos do rei, que se vestem de boné e avental.
- Sr. Giggles, um torturador que tortura prisioneiros com cócegas.
- Koya, o Advogado, o desagradável advogado, carrasco e paranormal médium que Honi e Helga consultam regularmente.
- O Carrasco: muitas vezes acompanha os coletores de impostos.
- Irmão Olaf: um monge cristão que explica sem sucesso a Hagar o conceito de pecado.

Outros personagens secundários recorrentes incluem um médium ou adivinho sem nome, a quem Honi e Hägar consultam regularmente, um garçom careca no restaurante favorito de Helga, "O Rei da Inglaterra", e vários invasores anglo-saxões que servem como amigos e rivais de Hägar, como Dirty Dirk e Malvado Max.